# Modernizm w Stanach Zjednoczonych

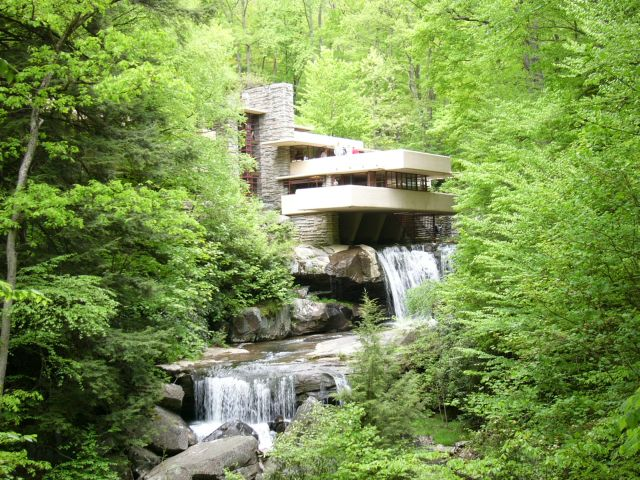
Modernizm w USA: F. Lloyd Wright, willa Falling water w Bear Run

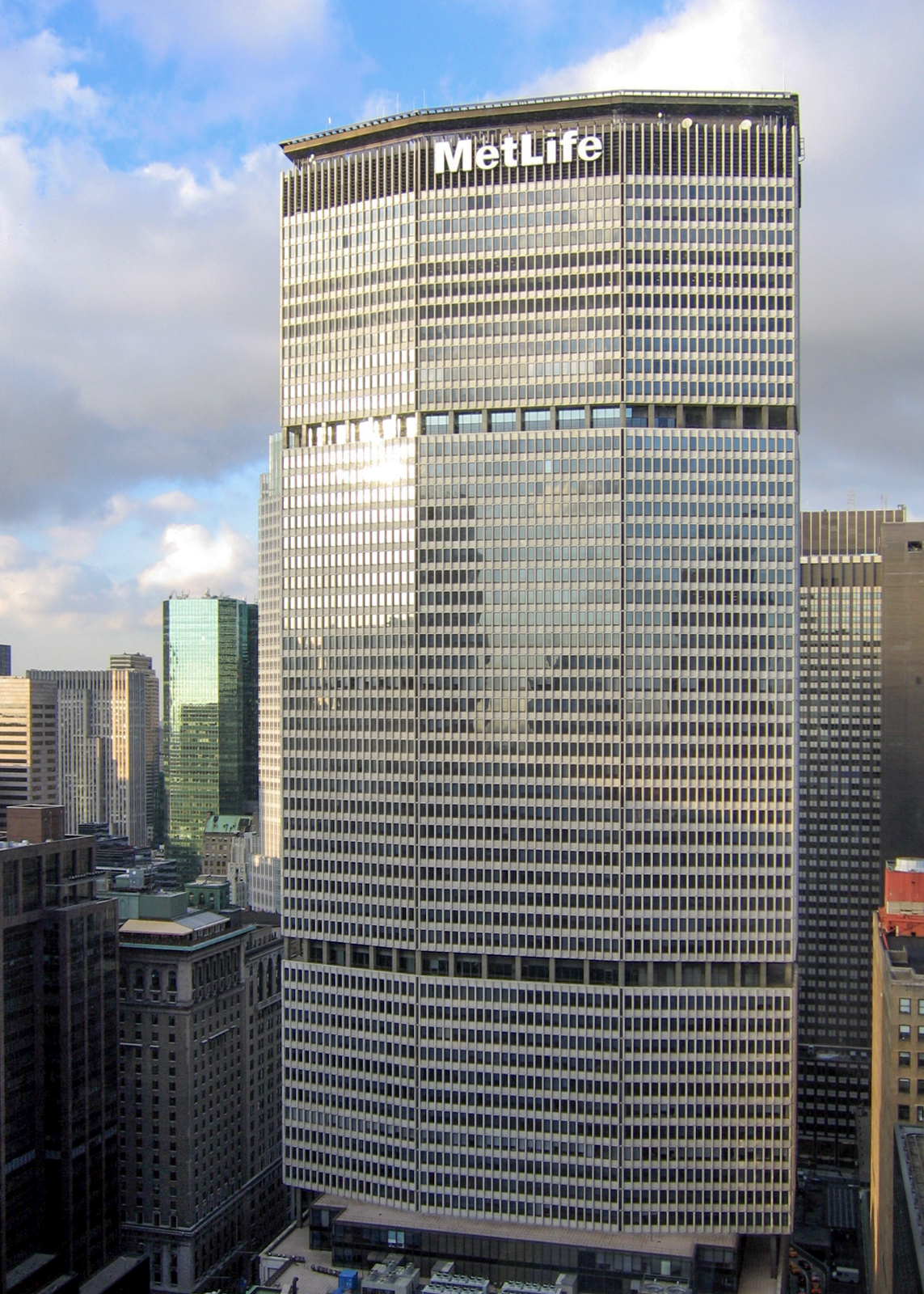
Modernizm w USA: W. Gropius, Biurowiec Pan-Am (obecnie MetLife)

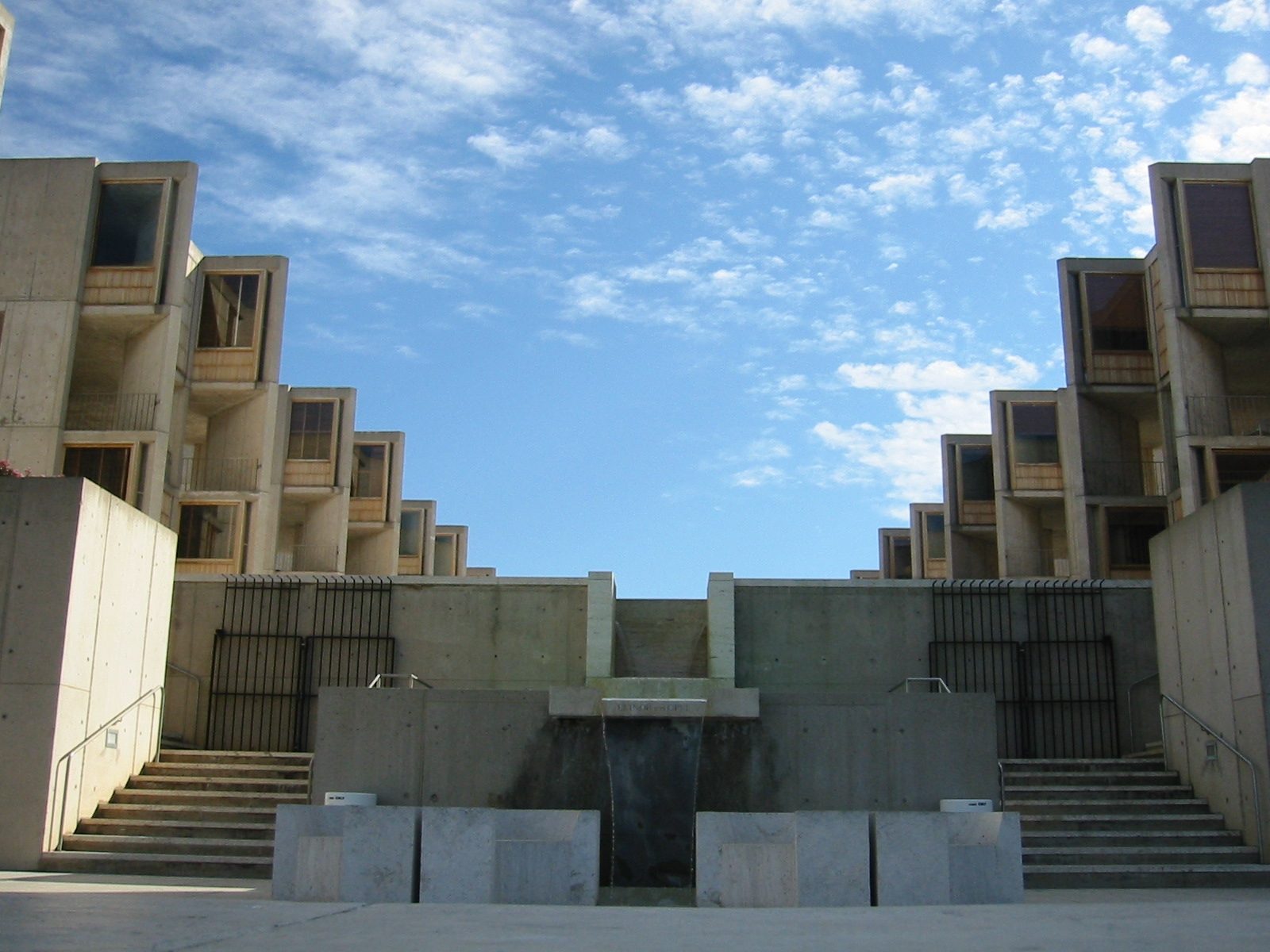
Modernizm w USA: L. Kahn, Salk Institute

Modernizm (ang. Modern movement) jako prąd w architekturze Stanów Zjednoczonych rozwinął się stosunkowo późno. Posiadająca pewne cechy modernistyczne szkoła chicagowska nie doczekała się w początku XX wieku kontynuacji. Wywierająca wielki wpływ na modernizm twórczość Franka Lloyd Wrighta i zainspirowane nowymi prądami w architekturze europejskiej dzieła kalifornijskich architektów w latach 20. XX w. miały raczej lokalny zasięg. W architekturze USA długo utrzymywały się style historyzujące (głównie klasycyzujące), zaś nowoczesna architektura miejska ograniczała się najczęściej do zdobnictwa art déco. Wyjątek stanowią m.in. projekty Raymonda Hooda, których forma urbanistyczna czerpie jednak z tradycji, nie zaś z zasad funkcjonalizmu.
Zasadniczymi zwrotami w rozwoju modernizmu amerykańskiego było opublikowanie przez Johnsona i Hitchcocka publikacji The International Style, jak również przybycie do Stanów Zjednoczonych emigrantów z Niemiec, przede wszystkim Gropiusa i Miesa, którzy rozpoczęli nauczanie na tamtejszych uczelniach.
Po II wojnie światowej Stany Zjednoczone stają się jednym z krajów przodujących w nowoczesnej architekturze. Biurowce o przezroczystych elewacjach, stanowiące materializację utopijnych projektów europejskich z początku lat 20., powstają masowo we wszystkich większych miastach. Modernistyczne formy mają jednak stosunkowo niewielki wpływ na budownictwo mieszkaniowe.

## Wybrane przykłady modernizmu w USA
(lista chronologiczna)
- Larkin Building w Buffalo, Frank Lloyd Wright, 1904 (zburzony) – wczesnomodernistyczny projektowany od środka rzutu biurowiec. Rzut zorganizowany jest wokół otwartego na wszystkie kondygnacje i nakrytego świetlikiem atrium, które otacza na pięciu kondygnacjach otwarta przestrzeń biurowa. Klatki schodowe umieszczono w narożnikach prostokątnego rzutu. Zamknięte elewacje z czerwonej cegły były płaskie i oszczędnie zdobione.
- Dom Kaufmannów Falling Water w Bear Run, Frank Lloyd Wright, 1935–1939 – willa znana jako dom nad wodospadem, zbudowana na organicznym rzucie z silnym podkreśleniem elementów poziomych, przede wszystkim poprzez dużą ilość wsporników i okapów
- Szkoła badań społecznych w Nowym Jorku, Joseph Urban, 1940 – jeden z pierwszych przykładów klasycznego stylu międzynarodowego w USA
- Glass House w New Canaan, Philip Johnson, 1949 – pawilon o konstrukcji stalowej. Elewacje wykonane z wielkopłaszczyznowych płyt szklanych. Osiem dwuteowych emaliowanych na czarno słupów niesie lekki płaski dach, podłoga umieszczona jest na poziomie otaczającego terenu.
- Dom pani Farnsworth w Plano, Ludwig Mies van der Rohe, 1945–1951 – pawilon o konstrukcji stalowej, uniesiony nad poziomem terenu na słupach.
- Lever Building w Nowym Jorku, SOM i Gordon Bunshaft, 1950–1952 – prostopadłościenny wieżowiec o gładkich i całkowicie przeszklonych elewacjach. Wysoka bryła na rzucie długiego prostokąta spoczywa na kilkukondygnacyjnym cokole, na którego dachu założono ogród.
- Seagram Building w Nowym Jorku, Ludwig Mies van der Rohe i Philip Johnson, 1954–1958 – wieżowiec przy Park Avenue w kształcie prostopadłościanu o całkowicie przeszklonych elewacjach, uniesiony na około sześciometrowych pilotis, utrzymany w manierze minimalizmu. Około połowy parceli pozostało niezabudowane i tworzy publiczny plac z dwoma symetrycznymi prostokątnymi stawami przez budynkiem, umożliwiając obejrzenie go w całej okazałości z poziomu ulicy, a jednocześnie świadcząc o możliwościach finansowych firmy Seagram. Dzielące elewację na pionowe pasy profile, staniowiące właściwie ornament i jedynie podkreślające prawdziwą konstrukcję, wykonano z brązu.
- A. N. Richards Medical Research Building w Filadelfii, Louis Kahn, 1957–1964
- Międzynarodowy Port Lotniczy Waszyngton-Dulles w Chantilly (Wirginia), Eero Saarinen, 1958–1962
- John Hancock Tower w Bostonie, Ieoh Ming Pei, 1968–1975

## Główni przedstawiciele modernizmu w USA
Marcel Breuer | Gordon Bunshaft | Walter Gropius | Raymond Hood | George Howe | Philip Johnson | Louis Kahn | Ludwig Mies van der Rohe | Richard Neutra | Eero Saarinen | Rudolf Schindler | Skidmore, Owings and Merrill | Frank Lloyd Wright